# Australoconops aequatus
Australoconops aequatus är en tvåvingeart som först beskrevs av Walker 1849.  Australoconops aequatus ingår i släktet Australoconops och familjen stekelflugor. Inga underarter finns listade i Catalogue of Life.